# 藤岡洋保
藤岡 洋保（ふじおか ひろやす、1949年 - ）は、日本の建築学者・建築史学者。東京工業大学。名誉教授。専門は、建築史。

## 人物
広島県広島市出身。1973年、東京工業大学工学部建築学科を卒業、1975年、同大学院修士課程建築学専攻修了、1979年同博士課程建築学専攻修了、工学博士。明治大学工学部助手（建築学科）、東京工業大学工学部附属高等学校教諭を経て、1984年、東京工業大学工学部助教授（建築学科）、1996年同教授（建築学科）、2000年同大学院理工学研究科教授（建築学専攻）、2015年に定年退職。
神奈川大学、ワシントン大学大学院（シアトル）、明治大学大学院、北海道大学大学院で非常勤講師。2015～18年明治神宮特任研究員（非常勤）。日本近代のデザインや建築思想、建築技術、保存論などについて研究。2011年日本建築学会賞（論文）。2013年「建築と社会」賞を受賞。

## 著書
- 『合目的性を超えた意匠の世界　谷口吉郎自邸』新建築社、1997年
- 『表現者 堀口捨巳』中央公論美術出版、2009年
- 『近代建築史　建築学入門シリーズ』森北出版、2011年
- 『明治神宮の建築』鹿島出版会、2018年
- 『堀口捨己の世界』SD選書、2024年 - 編『堀口捨己建築論集』岩波文庫、2023年